# 別所砂留

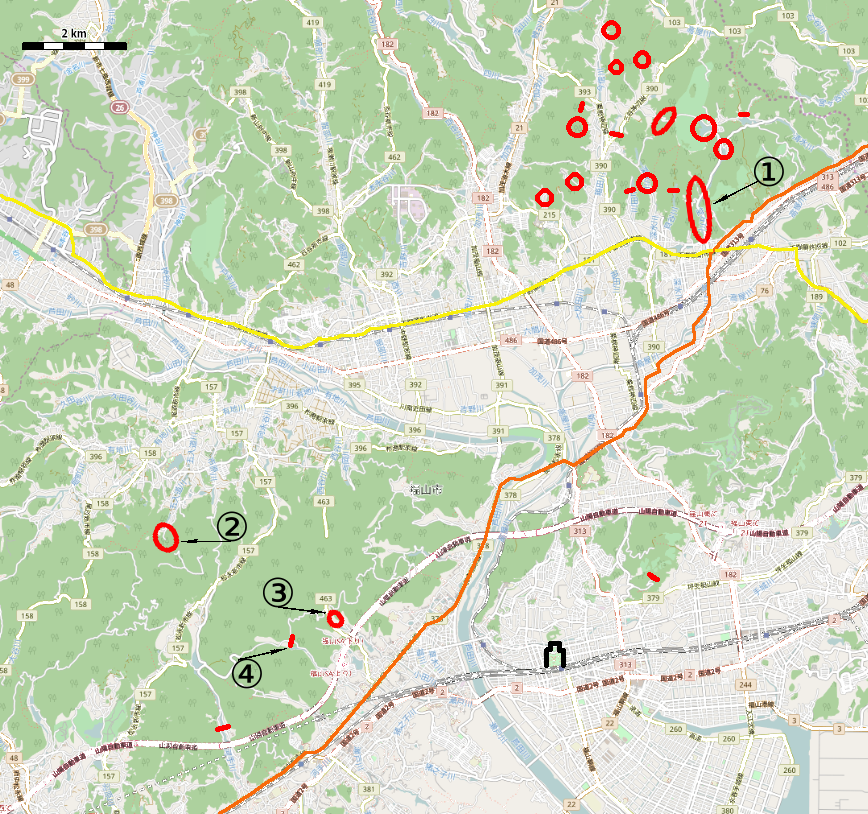
福山にある砂留の分布。(2)が別所砂留。

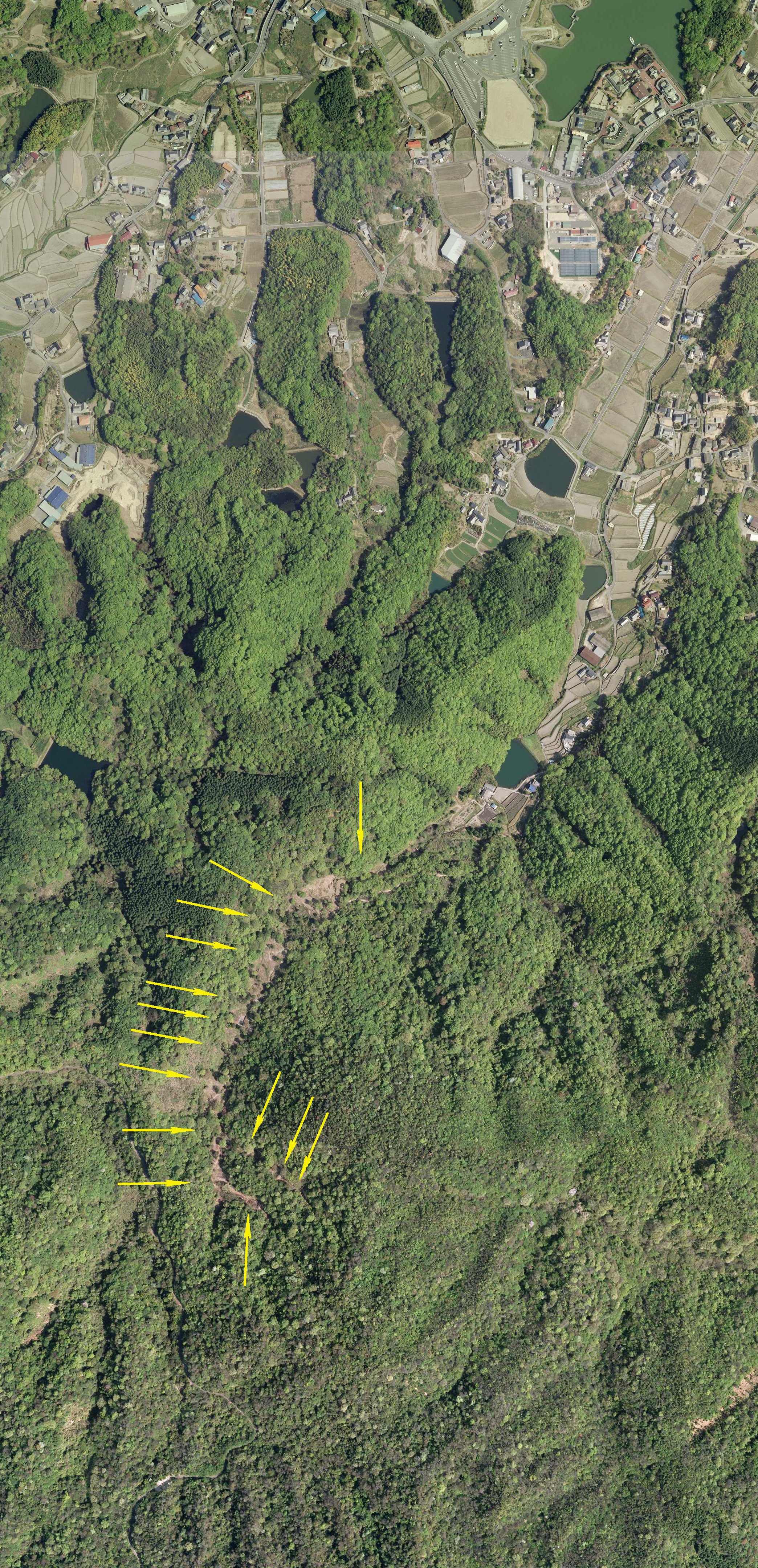
2014年。土木遺産選定分のみ記載。この上流側（下側）に小規模の砂留が存在する。右上は福山市立動物園。

別所砂留（べっしょすなどめ）は、広島県福山市芦田町福田にある、芦田川水系五入道川流域に建設された複数の砂防堰堤である。江戸時代中期から後期にかけて当地を治める備後福山藩により構築（普請）され、ほぼそのままの状態で現存している。うち大規模な14基を含め大小さまざまな形態の砂留が三十数基以上良好な状態で現存している貴重な土木遺産と認められ、2015年に土木学会選奨土木遺産選定。古文書で存在は知られていたが長らく所在が確認されていなかった。2009年に入り地元住民が発見してから調査研究が行われ、現在では「別所砂留を守る会」が中心となって保全活動を行っている。曰く「福山のマチュ・ピチュ」。

## 背景
「別所」は、荘園とは別に新たに作られた集落・農地を意味する。五入道川は、福山市中心部から西にある芦田町福田岩角山を源流とし、北流した後、芦田町福田中心部を流れる芦田川支流・有地川に合流する、芦田川の二次支流である。流域面積約0.2 km2 。この砂留はその最上流部に存在し、砂留のある地は「ひな浦山」とよばれ、ひな浦は山の北側斜面を意味するという。あるいは「十三ヶ所」「十三ヶ瀬」と呼ばれているという。
福山藩では1700年代以降農地を土砂災害から守る目的として砂留が各地に造られた（福山藩の砂留）。その多くが花崗岩とその風化残留土であるマサ土による土砂災害対策として造られたのに対して、別所砂留周辺の地質は粘板岩が主で表層は粘土であることに大きな違いがある。

## 歴史

### 普請
きっかけは江戸中期、この地を干害・冷害・虫害などが襲ったことから農地確保のため土砂流出を防ぐ砂留が設置されたという。
別所砂留に関する歴史資料は芦田町福田旧庄屋の『國頭家文書』でほぼ構成されている。2016年現在発見されたもので享保7年（1722年）に工事中の記録が残っているため、少なくともこの時期にはある程度完成していた可能性が高いとみられている。なお土木学会推奨土木遺産選定時点では宝暦14年（1764年）13基あったとする古文書が最古であり、のちに1722年の古文書が発見された。以下、2016年現在でわかっている記録を列挙する。
- 享保7年（1722年）別所野山管理についての約束事を記した一帖[2][6]。
- 宝暦14年（1764年）13基を一人が二つの砂留を管理し7人で十三番まで管理した村役人宛に出した文書[7]。
- 天保11年（1840年）5月の洪水被害を受けた砂留を修復する為、同年8月に工事の見積もりをした下書きと思われる。[8]
- 弘化3年（1846年）13基存在[8]
- 安政3年（1856年）別所砂留普請に山手村石築から派遣『三谷家文書』[8]

江戸時代は砂留の背後地を水田として用いていたという。大正時代以降は水田利用は止められ牛の放牧地として利用していた。確認できる過去の気象データでは、大きな被災記録は残っていない。

### 保全活動
別所砂留は史料にはあったが全容は把握されていなかった。2009年に芦田町福田の住民が調査を行い、福田の史跡探訪の会が整備を始め、のちに「別所砂留を守る会」が設立され、地域住民や市内外の人々も参加し美化活動が行われてきた。
2015年に福山市初の土木学会選奨土木遺産に選定されている。2016年には別所砂留を守る会が土木学会市民普請大賞2016でグランプリを受賞している。登山道の砂利の搬入や登山道整備、U字溝の設置なども別所砂留を守る会によって行われている。近隣の大学生も協力している。

## 構造
現在砂留は全部で36基確認されている。うち、下流区間の1番砂留から14番砂留が比較的規模が大きく、また、大小さまざまな形態の砂留が一渓流に三十数基以上良好な状態で現存している貴重な土木遺産として土木学会選奨土木遺産に選定されている。上流区間の15番砂留から36番砂留は規模が小さい。そのほとんどが江戸時代に造られた当時のままで現存している。
使用されている石材は溶結凝灰岩で、同地で調達したと推定されている。福山の代表的な砂留である堂々川砂留群との大きな違いは、別所砂留は水通しの部分にのみ石張が施されている点にある。2016年現在砂留の構造形式は4つに分類されている（福山藩の砂留#構造参照）が、別所砂留は構造1の石張り土堰堤（土砂止）形式・構造2の石塊段積（鎧積）堰堤形式・構造4の石壁（石垣）堰堤形式が単一あるいは複合型で存在している。特に水通しが急勾配になっている所は構造4の石壁、緩勾配が構造1の土堰堤の複合型砂留となっているものが複数存在している。これは嵩上げ・増築を当初とは違う形式で行ったため複合化したものと推定されている。ただ2016年現在内部発掘調査が行われていないため、新たな構造形式が発見される可能性がある。
以下、土木遺産に選定されている14基の諸元を列挙する。
| 名称           | 規模(m) | 規模(m) | 普請時期（年）   |
| 名称           | 高さ    | 長さ    | 普請時期（年）   |
| -------------- | ------- | ------- | ---------------- |
| 別所一番砂留   | 6.44    | 26.5    | 宝暦14(1764)以前 |
| 別所二番砂留   | 8.40    | 51.5    | 宝暦14(1764)以前 |
| 別所三番砂留   | 3.77    | 55      | 宝暦14(1764)以前 |
| 別所四番砂留   | 10.98   | 46.5    | 宝暦14(1764)以前 |
| 別所五番砂留   | 6.50    | 51      | 宝暦14(1764)以前 |
| 別所六番砂留   | 4.75    | 32      | 宝暦14(1764)以前 |
| 別所七番砂留   | 8.74    | 55.4    | 宝暦14(1764)以前 |
| 別所八番砂留   | 7.75    | 53      | 宝暦14(1764)以前 |
| 別所九番砂留   | 12.01   | 32      | 宝暦14(1764)以前 |
| 別所十番砂留   | 17.85   | 32      | 宝暦14(1764)以前 |
| 別所十一番砂留 | 7.78    | 19.5    | 宝暦14(1764)以前 |
| 別所十二番砂留 | 9.04    | 22.9    | 宝暦14(1764)以前 |
| 別所十三番砂留 | 10.01   | 31      | 宝暦14(1764)以前 |
| 別所十四番砂留 | 12.49   | 22      | 宝暦14(1764)以前 |

- 4番砂留は鎧積みの構造で、堰堤上は広い広場になっている[10]。過去には水田や放牧地と使われた他[1]、子供たちのソフトボール等の遊び場にもなった。現在は桜の名所になっている[10]。
- 7番砂留に創建当初の構築と思われる石組が2017年12月に発掘され、新旧の石組が並ぶ壮観な景観となっている。
- 10番砂留は高低差17.85mという規模の大きなもので、江戸期の砂留の中で最大の堰堤を持つ[7]。堰堤の上端は緩やかなアーチ状を形成しており、堰堤の大部分が越流部とされている[7]。越流部は山の斜面に沿って自然な形状で石積みが組まれている[7]。10番砂留は別所砂留の最大の見所とされ[10]、岡山大学院馬場名誉教授監修の『近世以前の土木・産業遺産』でも、各地にある砂留群の中で唯一『特A』の評価を得ている。
- 2番、3番、5番砂留では土の堰堤が崩落しており、守る会では崩落部分の修復を検討しているが、地権者の同意が得られていない[11]。
- 2017年7月損壊部分の視察を行い、9月に修繕される場所の下刈りを行なわれた。

9月下旬より2番土堰堤の損壊場所より修繕工事が開始された。2番堰堤の断面が現れ、学識経験者、土木関係者の視察が続いた。
1番砂留水通し部石組の修繕、2番砂留水通し部石組修繕/土堰堤修繕、3番砂留水通し部石組修繕/左側土堰堤修繕、4番砂留水通し部下側の石組修繕、上部天辺石組陥没部の修繕、5番右側砂留　
下段の石組の修繕/左砂留水通し部右土堰堤崩落部の修繕/砂留の石組の内部に隙間が発生しており小石を詰め込み補強作業、9番砂留上流より13番砂留までは岩盤が現れており危険なため見学禁止としてあったが、階段を設置され見学ができるようになった。
12月末には修繕工事も完了した。
10番砂留⇒14番砂留⇒尾根越え道を設置された⇒13番砂留⇒12番砂留⇒11番砂留⇒9番砂留上流部（逆の方向からも可）の周回路が出来上がった。
- 2019年2月3日 7番砂留石組のクリーンアップ作業中左側土堰堤中段に石組が発見された。

2月18日まで別所砂留を守る会で連日作業し 約140平米の石組が姿を現した。

## ギャラリー

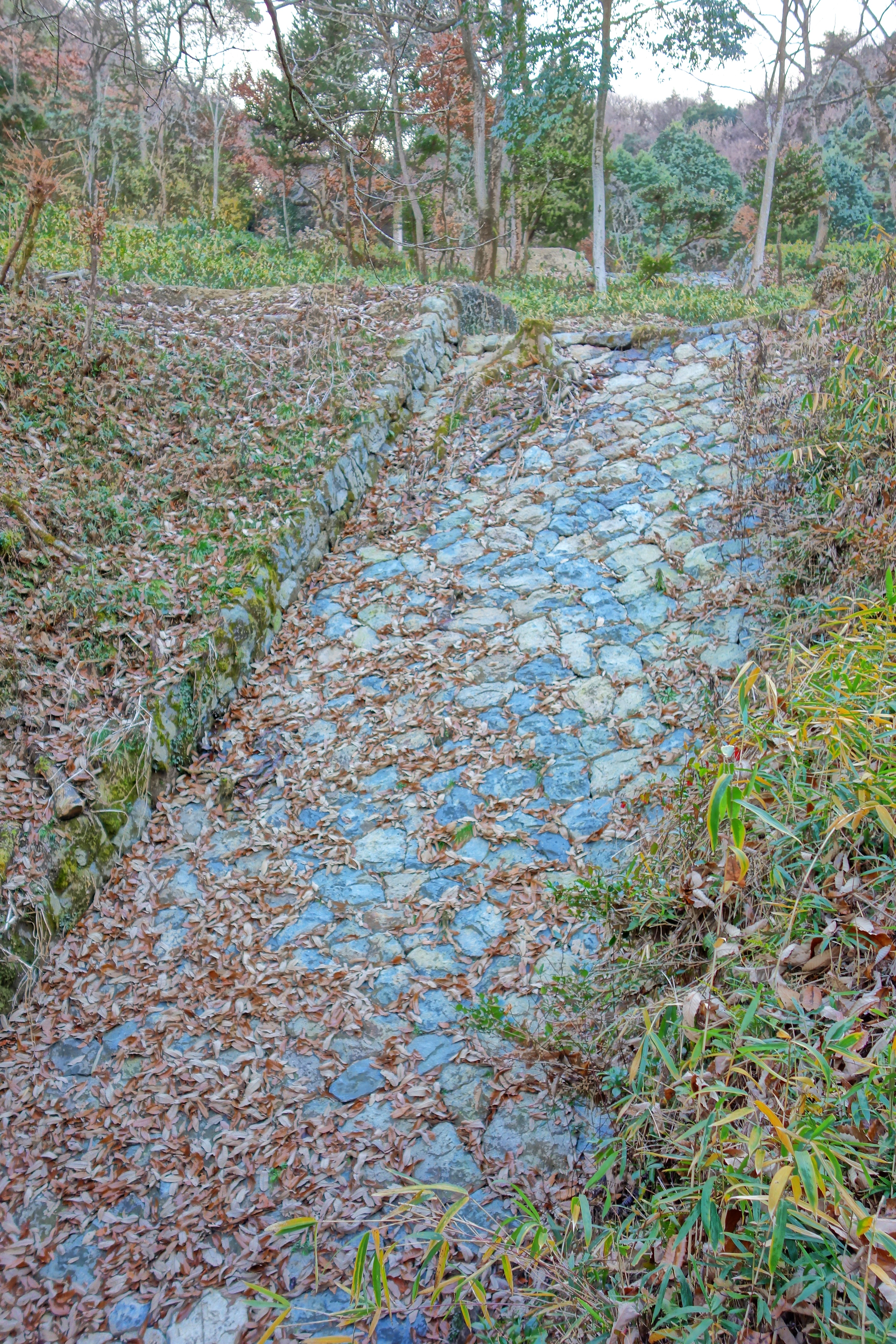
2番砂留
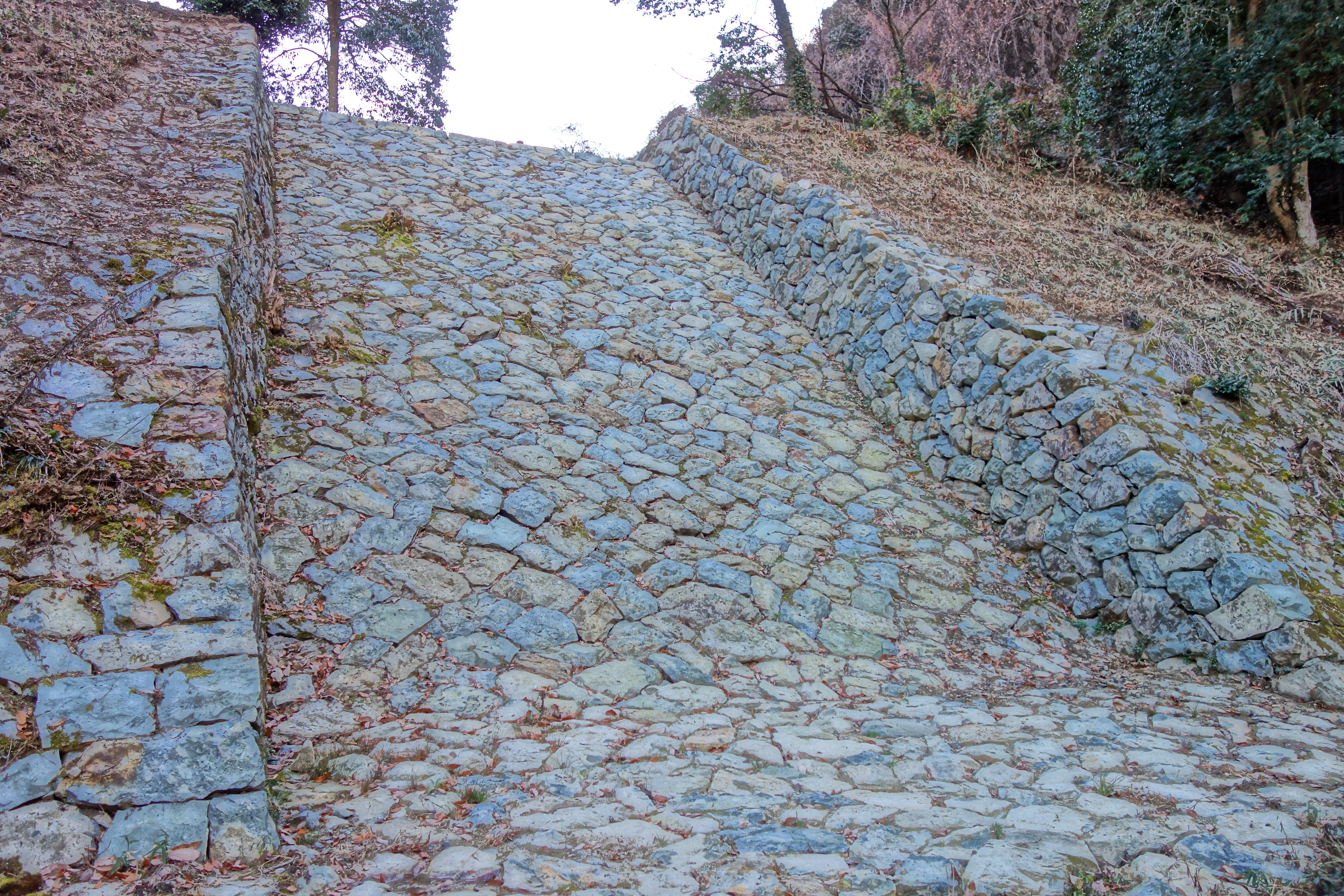
7番砂留
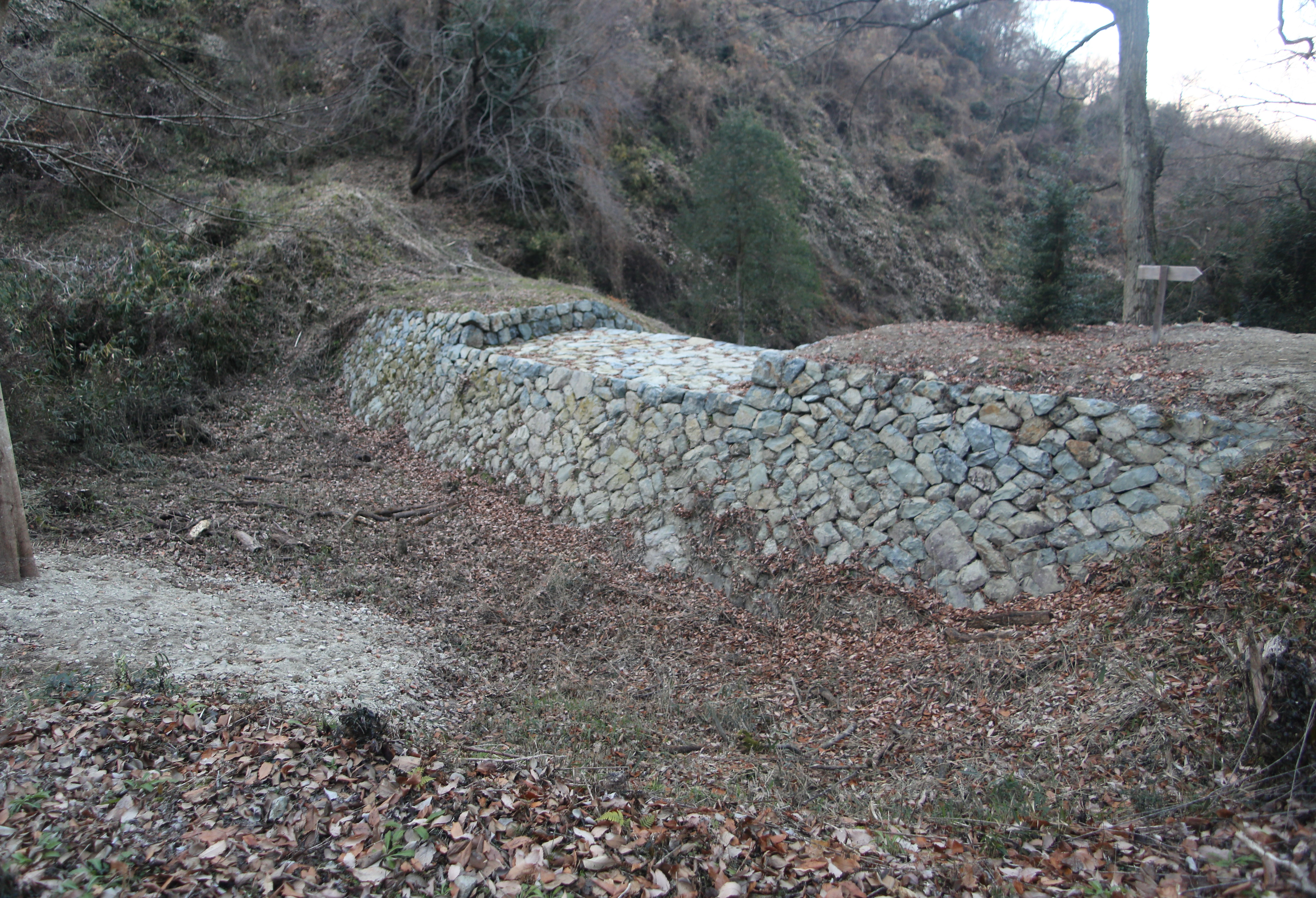
8番砂留を上流側から見る
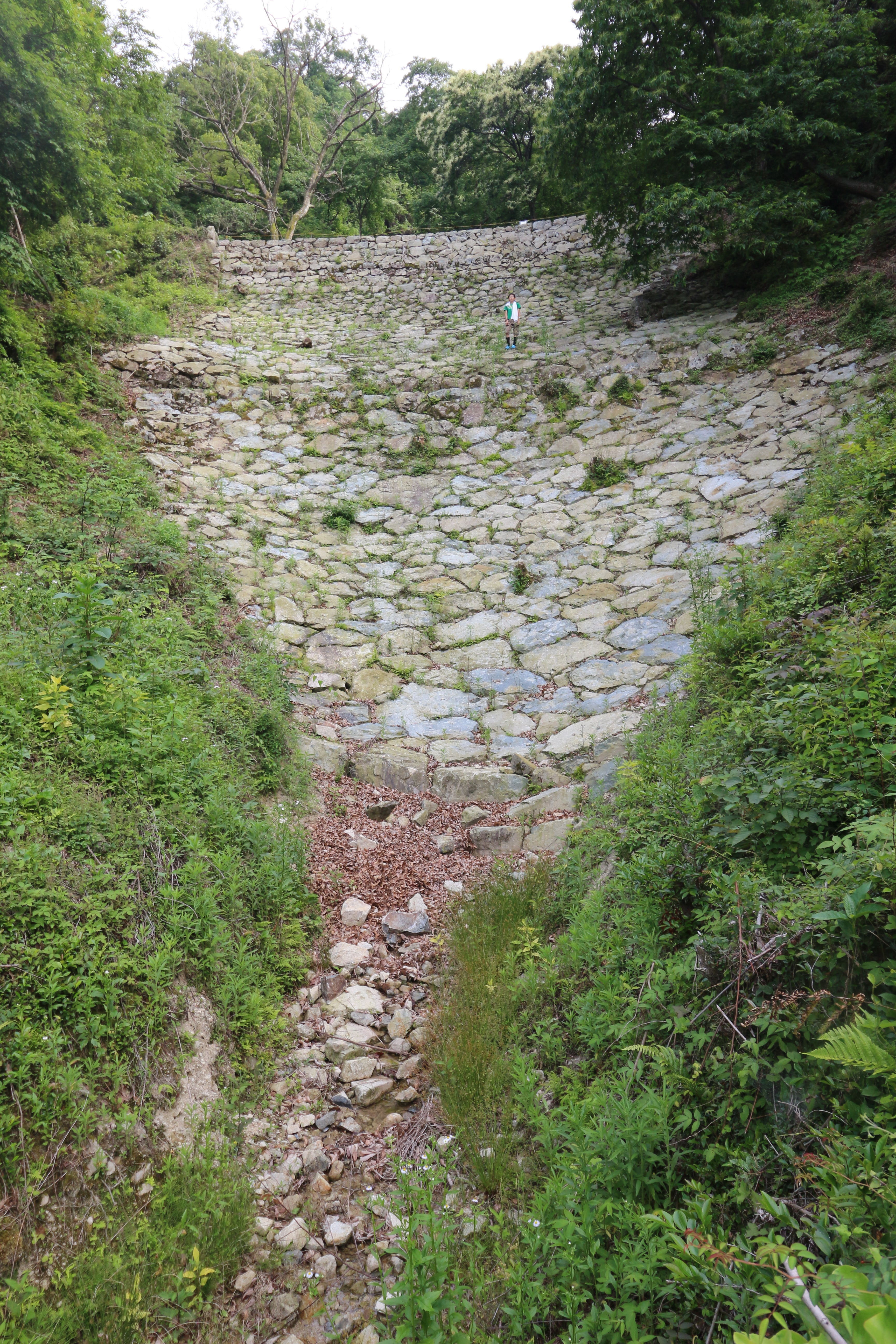
10番砂留。中央に人物を配置する
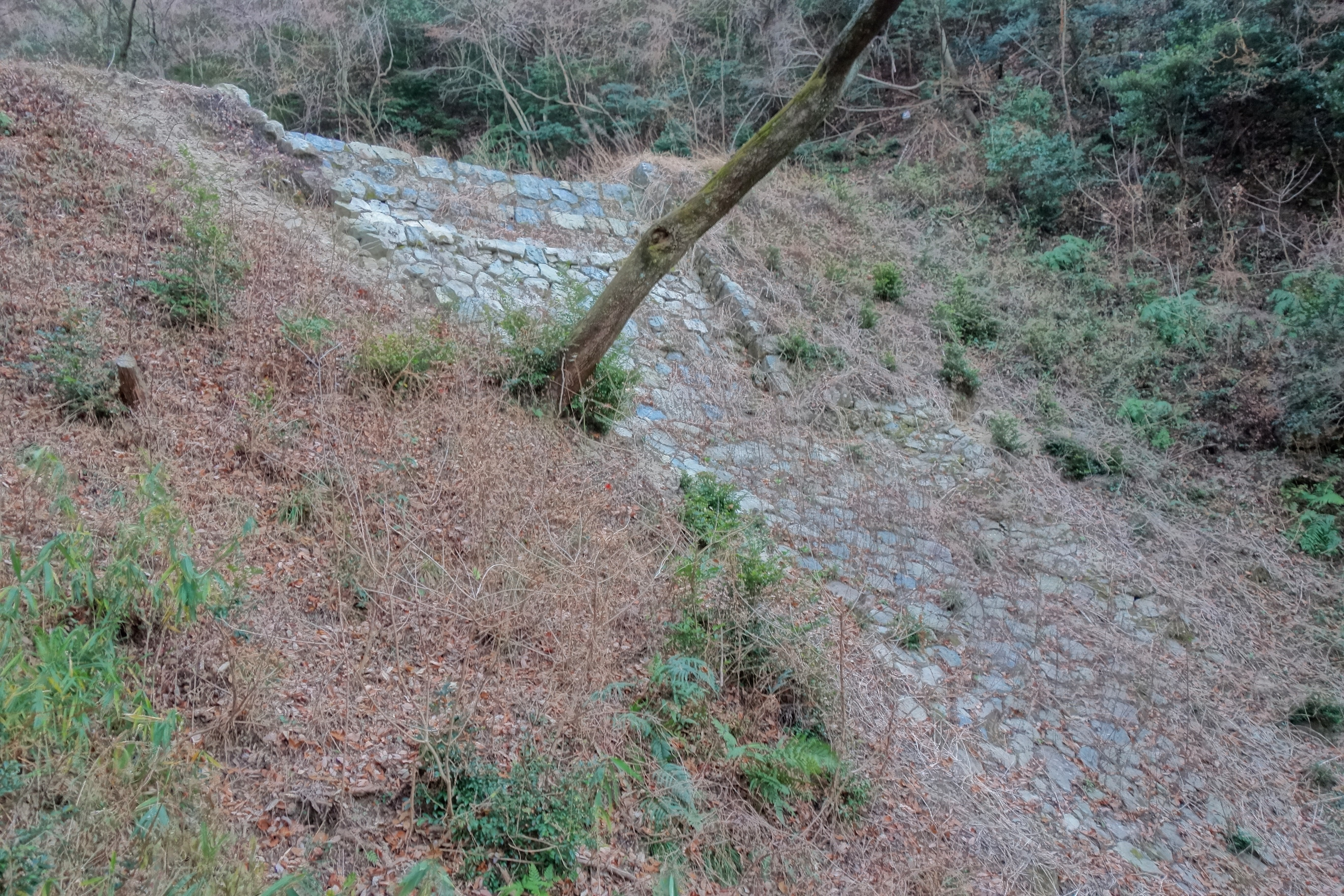
13番砂留
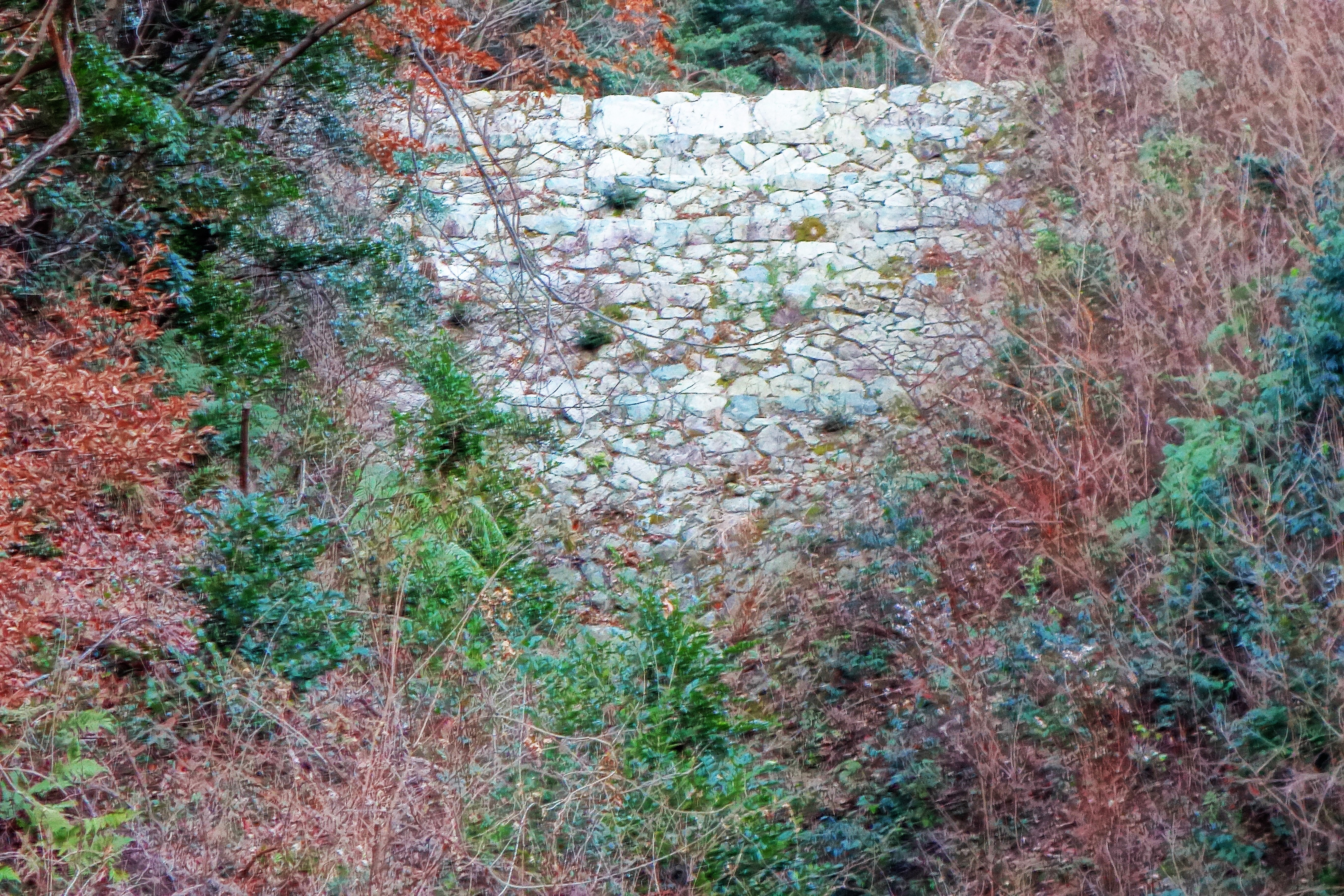
14番砂留
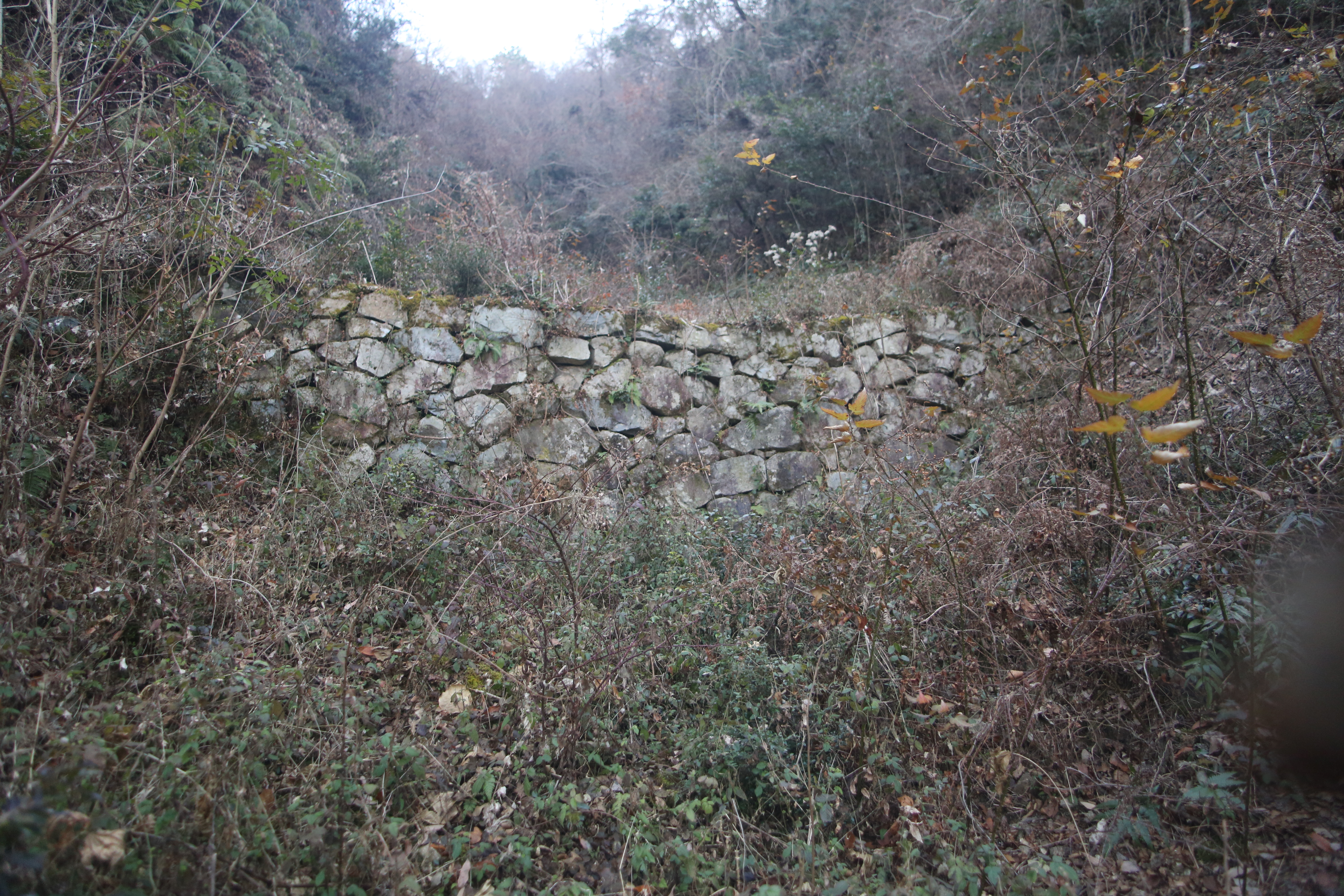
18番砂留（未整備）
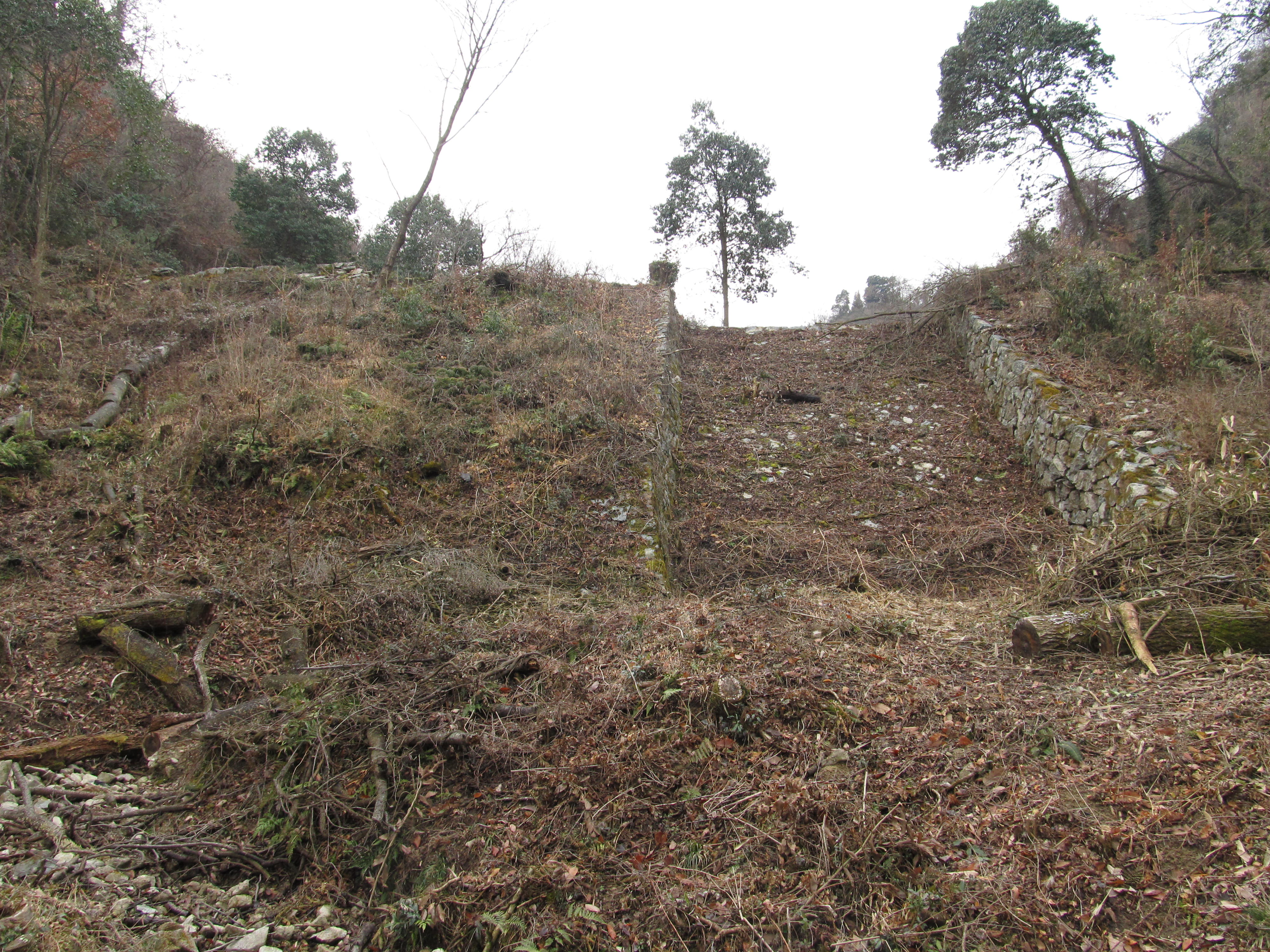
7番砂留初期

## アクセス

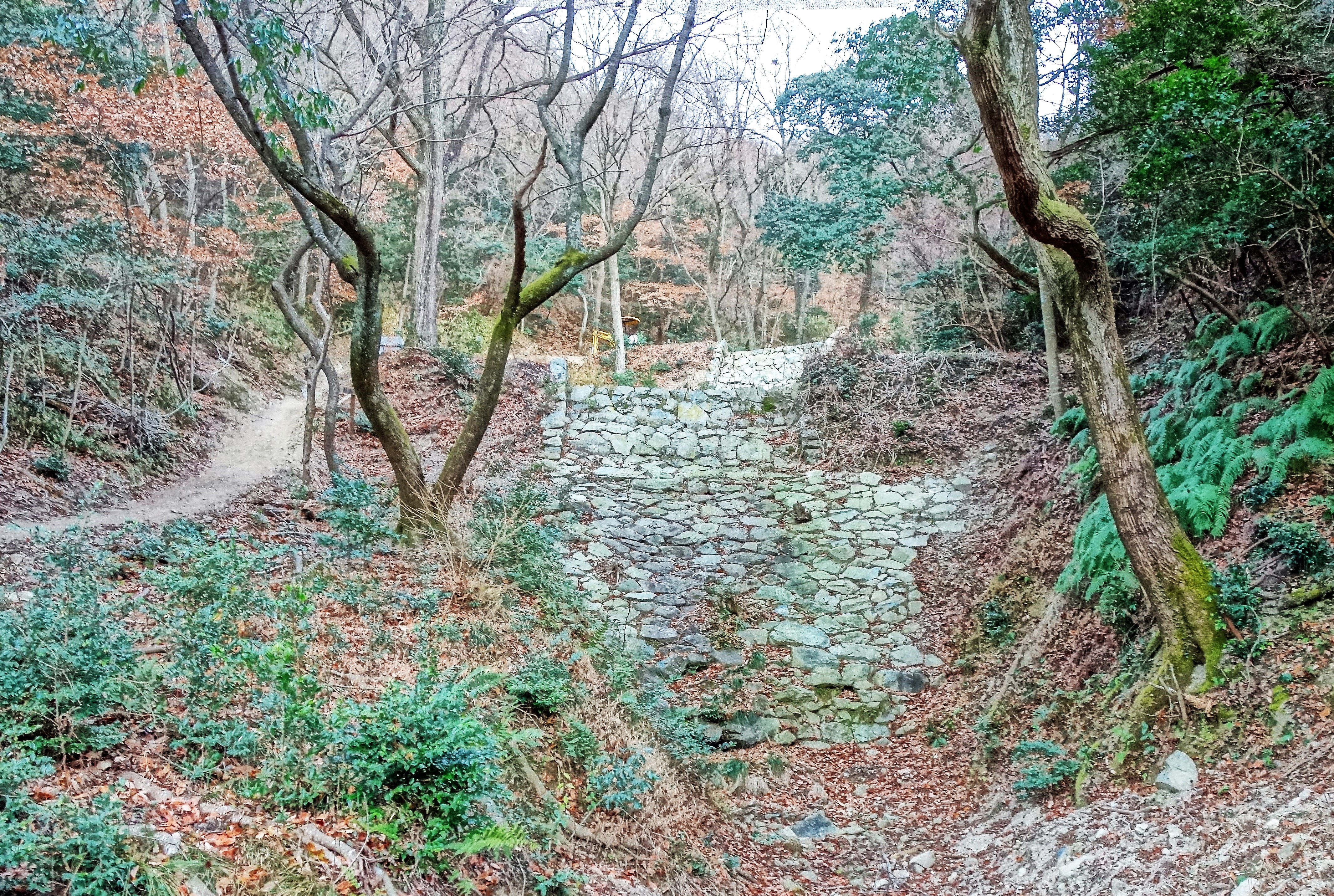
11-12番砂留と登山道（左側）

福山市中心部より福山市道下有地御幸幹線を西に進み、福山市立動物園手前に「別所砂留」の案内看板がある。それを道なりに1㎞進むと広い駐車場がある。駐車場からは案内看板が整備されている。駐車場から途中、イノシシ除けのゲートがあるが、開閉は自由。しばらく進むと山中に小型車が2台ほど停めれる狭い駐車スペースがある。その駐車スペースの沢の上流にも35番と36番の砂留があるが未整備。駐車場から徒歩704mで1番砂留があり、以後数十メートルおきに8番までの砂留が現れる。8番砂留の上に広場があり、かつてそこから登山道が分岐していたが、現在は安全確保のために9番砂留からの分岐に変更されている。1-14番砂留は登山道が整備されており軽装で登ることが出来るが、15番砂留以降は未整備で草木に埋もれており通路も無い。

## 特記事項
- 13番砂留の横に案内ロープが張られた急峻な登山道があり、山肌を登っていくと、鎌倉時代に築城された山城跡：利鎌山城址へも尾根道が続いており、3月下旬から4月上旬には、真っ白に咲くタムシバの群生が楽しめる。
- 10番砂留の尾根の西側には、大谷砂留があり、大谷砂留横の林道に降りる仮の歩道が整備されつつある。

## 参考資料
- 古川信博、行迫孝治、迫田祥哉、片山長造、小森潤二、梶昭二、針谷綾音「別所砂留の歴史的砂防施設としての特徴と地域の取り組み」（PDF）『平成28年度砂防学会研究発表会概要集』、砂防学会、2017年5月22日閲覧。
- 国土交通省「芦田川水系流域及び河川の概要」（PDF）、2017年5月22日閲覧。
- 樋口 輝久 , 戸谷 宥貴 , 山科 直生「近世最大の砂防施設群"別所砂留" : その実態と地域住民による保存整備活動(第1報)」土木史研究. 講演集 36, 243-246, 2016
- 樋口 輝久 , 山科 直生 , 秋田 哲志「近世最大の砂防施設群"別所砂留"(第2報)七番砂留の修復と今後の維持管理について」土木史研究. 講演集 37, 65-68, 2017
- 樋口 輝久　地域リポート 平成の普請「別所砂留を守る会」の活動 : 近世最大の砂防施設を守り、地域の活性化を図る　土木学会誌 102(12), 52-55, 2017-12